# 磺胺胍
磺胺胍是一种磺胺类药物，其INN名称是“Sulfaguanidine”。该药物是一种兽药。该药物在血液中的半衰期仍然未知。该药物是一种磺胺的胍衍生物。